# Apocryptodon punctatus
Apocryptodon punctatus är en fiskart som beskrevs av Tomiyama, 1934. Apocryptodon punctatus ingår i släktet Apocryptodon och familjen smörbultsfiskar. Inga underarter finns listade i Catalogue of Life.
Den största registrerade individen av hankön hade en längd av 6,7 centimeter. Bruna fläckar och punkter på kroppens ovansida bildar 3 eller 4 linjer. Fisken förekommer endemisk i havet kring öarna Shikoku, Kyushu och södra Honshu i Japan. Den vandrar inte till det öppna havet. Individerna gömmer sig i håligheter på havets grund som skapades av kräftdjur, bland annat från släktet Alpheus. Arten besöker ibland bräckt vatten.
Troligtvis påverkas beståndet negativ av vattenföroreningar. Uppskattningsvis har Apocryptodon punctatus bra anpassningsförmåga. IUCN kategoriserar arten globalt som livskraftig.